# اورال (شهرستان کارماسکالینسکی، باشقیرستان)
اورال (انگلیسی: Ural, Karmaskalinsky District, Republic of Bashkortostan) یک شهرک در شهرستان کارماسکالینسکی استان باشقیرستان کشور روسیه است.